# Герб Ароки
Ге́рб Аро́ки — офіційний символ містечка Арока, Португалія. Використовується як територіальний герб. На синьому щиті погруддя святої Мафалди, одягненої у срібло, із золотою короною та німбом. Погруддя обрамляють дві золоті оливкові гілки, зв'язані золотою стрічкою. Срібна глава щита перетята трьома червоними хрестами. В центрі кожного хреста розміщена золота лілія. Внизу щита — дві срібні хвилясті смуги. Щит увінчує срібна мурована містечкова корона з чотирма вежами.  Під щитом біла стрічка, на якій великими літерами напис португальською: «Arouca» (Арока).  Офіційно затверджений 28 серпня 1940 року.  

## Галерея

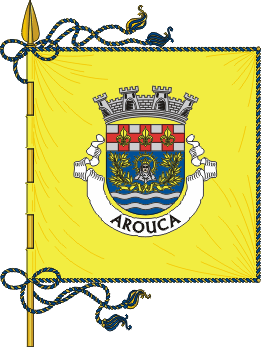
Прапор